# Linia kolejowa nr 564
Linia kolejowa nr 564 – zlikwidowana, jednotorowa linia kolejowa łącząca posterunek odgałęźny Kolonia z posterunkiem odgałęźnym Siedliska.
Decyzją Ministerstwa Infrastruktury z dnia 7 września 2005 r. podjęto działania likwidacyjne linii kolejowej.